# Lijst van landen in 1965
Hieronder volgt een lijst van landen van de wereld in 1965.

## Uitleg
- Op 1 januari 1965 waren er 127 onafhankelijke staten die door een ruime meerderheid van de overige staten erkend werden (inclusief Andorra). In 1965 kwamen daar Gambia, Singapore, en de Maldiven bij als onafhankelijke staten.
- Alle de facto onafhankelijke staten zonder ruime internationale erkenning zijn weergegeven onder het kopje niet algemeen erkende landen.
- Afhankelijke gebieden en gebieden die vaak als afhankelijk gebied werden beschouwd, zijn weergegeven onder het kopje niet-onafhankelijke gebieden.
- Autonome gebieden, bezette gebieden, territoriale aanspraken op Antarctica en micronaties zijn niet op deze pagina weergegeven.

## Staatkundige veranderingen in 1965
- 18 februari: Gambia wordt onafhankelijk van het Verenigd Koninkrijk.
- 26 juli: de Maldivische Eilanden worden onafhankelijk van het Verenigd Koninkrijk.
- 4 augustus: het van Nieuw-Zeeland afhankelijke territorium Cookeilanden krijgt de status van vrije associatie.
- 9 augustus: Singapore wordt onafhankelijk van Maleisië.
- 21 augustus: de Volksrepubliek Roemenië wordt de Socialistische Republiek Roemenië.
- 8 november: vorming van het Brits Territorium in de Indische Oceaan uit delen van de Seychellen en Mauritius.
- 11 november: Rhodesië verklaart zich onafhankelijk van het Verenigd Koninkrijk. Dit wordt niet erkend.

## Algemeen erkende landen

### A
| Korte landsnaam (Nederlands) | Officiële landsnaam (Nederlands)      | Korte landsnaam (oorspronkelijke taal/talen) |
| ---------------------------- | ------------------------------------- | -------------------------------------------- |
| Afghanistan                  | Koninkrijk Afghanistan                | Dari en Pasjtoe: Afghānestān / افغانستان     |
| Albanië                      | Volksrepubliek Albanië                | Albanees: Shqipëria                          |
| Algerije                     | Democratische Volksrepubliek Algerije | Arabisch: al-Jazā'ir / الجزائر               |
| Andorra                      | Vorstendom Andorra                    | Catalaans: Andorra                           |
| Argentinië                   | Argentijnse Republiek                 | Spaans: Argentina                            |
| Australië                    | Gemenebest Australië                  | Engels: Australia                            |

### B
| Korte landsnaam (Nederlands)              | Officiële landsnaam (Nederlands)               | Korte landsnaam (oorspronkelijke taal/talen)      |
| ----------------------------------------- | ---------------------------------------------- | ------------------------------------------------- |
| België                                    | Koninkrijk België                              | Duits: Belgien Frans: Belgique Nederlands: België |
| Bhutan                                    | Koninkrijk Bhutan                              | Dzongkha: Druk Yul / འབྲུག་ཡུལ་                      |
| Birma                                     | Unie van Birma                                 | Birmees: Bama /                                   |
| Bolivia                                   | Republiek Bolivia                              | Spaans: Bolivia                                   |
| Bondsrepubliek Duitsland (West-Duitsland) | Bondsrepubliek Duitsland                       | Duits: Bundesrepublik / Deutschland               |
| Brazilië                                  | Republiek van de Verenigde Staten van Brazilië | Portugees: Brasil                                 |
| Bulgarije                                 | Volksrepubliek Bulgarije                       | Bulgaars: Bălgarija / България                    |
| Burundi                                   | Koninkrijk Burundi                             | Frans: Burundi Kirundi: Uburundi                  |

### C
| Korte landsnaam (Nederlands)                 | Officiële landsnaam (Nederlands) | Korte landsnaam (oorspronkelijke taal/talen) |
| -------------------------------------------- | -------------------------------- | -------------------------------------------- |
| Cambodja                                     | Koninkrijk Cambodja              | Khmer: Kampuchéa / កម្ពុជា                      |
| (tot 15 februari) Canada (vanaf 15 februari) | Dominion Canada                  | Engels en Frans: Canada                      |
| Centraal-Afrikaanse Republiek                | Centraal-Afrikaanse Republiek    | Frans: République centrafricaine             |
| Ceylon                                       | Ceylon                           | Singalees: Srī Lankā / ශ්‍රී ලංකා                  |
| Chili                                        | Republiek Chili                  | Spaans: Chile                                |
| China                                        | Republiek China                  | Mandarijn: Zhongguo / 中國                   |
| Colombia                                     | Republiek Colombia               | Spaans: Colombia                             |
| Congo-Brazzaville                            | Republiek Congo                  | Frans: Congo                                 |
| Congo-Leopoldstad                            | Republiek Congo                  | Frans: Congo                                 |
| Costa Rica                                   | Republiek Costa Rica             | Spaans: Costa Rica                           |
| Cuba                                         | Republiek Cuba                   | Spaans: Cuba                                 |
| Cyprus                                       | Republiek Cyprus                 | Grieks: Kypros / Κυπρος Turks: Kıbrıs        |

### D
| Korte landsnaam (Nederlands)                    | Officiële landsnaam (Nederlands) | Korte landsnaam (oorspronkelijke taal/talen) |
| ----------------------------------------------- | -------------------------------- | -------------------------------------------- |
| Dahomey                                         | Republiek Dahomey                | Frans: Dahomey                               |
| Duitse Democratische Republiek (Oost-Duitsland) | Duitse Democratische Republiek   | Duits: DDR                                   |
| Denemarken                                      | Koninkrijk Denemarken            | Deens: Danmark                               |
| Dominicaanse Republiek                          | Dominicaanse Republiek           | Spaans: República Dominicana                 |

### E
| Korte landsnaam (Nederlands) | Officiële landsnaam (Nederlands) | Korte landsnaam (oorspronkelijke taal/talen) |
| ---------------------------- | -------------------------------- | -------------------------------------------- |
| Ecuador                      | Republiek Ecuador                | Spaans: Ecuador                              |
| El Salvador                  | Republiek El Salvador            | Spaans: El Salvador                          |
| Ethiopië                     | Keizerrijk Ethiopië              | Amhaars: Ītyop'iya / ኢትዮጵያ                   |

### F
| Korte landsnaam (Nederlands) | Officiële landsnaam (Nederlands) | Korte landsnaam (oorspronkelijke taal/talen) |
| ---------------------------- | -------------------------------- | -------------------------------------------- |
| Filipijnen                   | Republiek der Filipijnen         | Engels: Philippines Filipijns: Pilipinas     |
| Finland                      | Republiek Finland                | Fins: Suomi Zweeds: Finland                  |
| Frankrijk                    | Franse Republiek                 | Frans: France                                |

### G
| Korte landsnaam (Nederlands) | Officiële landsnaam (Nederlands) | Korte landsnaam (oorspronkelijke taal/talen) |
| ---------------------------- | -------------------------------- | -------------------------------------------- |
| Gabon                        | Republiek Gabon                  | Frans: Gabon                                 |
| Gambia (vanaf 18 februari)   | Gambia                           | Engels: The Gambia                           |
| Ghana                        | Republiek Ghana                  | Engels: Ghana                                |
| Griekenland                  | Koninkrijk Griekenland           | Grieks: Hellas / 'Ελλας                      |
| Guatemala                    | Republiek Guatemala              | Spaans: Guatemala                            |
| Guinee                       | Republiek Guinee                 | Frans: Guinée                                |

### H
| Korte landsnaam (Nederlands) | Officiële landsnaam (Nederlands) | Korte landsnaam (oorspronkelijke taal/talen) |
| ---------------------------- | -------------------------------- | -------------------------------------------- |
| Haïti                        | Republiek Haïti                  | Frans: Haïti Haïtiaans-Creools: Ayiti        |
| Honduras                     | Republiek Honduras               | Spaans: Honduras                             |
| Hongarije                    | Volksrepubliek Hongarije         | Hongaars: Magyarország                       |

### I
| Korte landsnaam (Nederlands) | Officiële landsnaam (Nederlands) | Korte landsnaam (oorspronkelijke taal/talen)            |
| ---------------------------- | -------------------------------- | ------------------------------------------------------- |
| Ierland                      | Ierland                          | Engels: Ireland Iers: Éire                              |
| IJsland                      | IJsland                          | IJslands: Ísland                                        |
| India                        | Republiek India                  | Engels: India Hindi: Bhārat / भारत                       |
| Indonesië                    | Republiek Indonesië              | Indonesisch: Indonesia                                  |
| Irak                         | Republiek Irak                   | Arabisch: al-ʿIrāq / العراق                             |
| Iran                         | Keizerrijk Iran                  | Perzisch: Īrān / ایران                                  |
| Israël                       | Staat Israël                     | Arabisch: Isrāʾīl / اسرائيل Hebreeuws: Yisra'el / ישראל |
| Italië                       | Italiaanse Republiek             | Italiaans: Italia                                       |
| Ivoorkust                    | Republiek Ivoorkust              | Frans: Côte d'Ivoire                                    |

### J
| Korte landsnaam (Nederlands) | Officiële landsnaam (Nederlands)              | Korte landsnaam (oorspronkelijke taal/talen)                                    |
| ---------------------------- | --------------------------------------------- | ------------------------------------------------------------------------------- |
| Jamaica                      | Jamaica                                       | Engels: Jamaica                                                                 |
| Japan                        | Japan                                         | Japans: Nihon / 日本                                                            |
| Jemen                        | Jemenitische Arabische Republiek              | Arabisch: al-Yaman / اليمن                                                      |
| Joegoslavië                  | Socialistische Federale Republiek Joegoslavië | Macedonisch en Servo-Kroatisch: Jugoslavija / Југославија Sloveens: Jugoslavija |
| Jordanië                     | Hasjemitisch Koninkrijk Jordanië              | Arabisch: al-ʾUrdun / الأردن                                                    |

### K
| Korte landsnaam (Nederlands) | Officiële landsnaam (Nederlands) | Korte landsnaam (oorspronkelijke taal/talen) |
| ---------------------------- | -------------------------------- | -------------------------------------------- |
| Kameroen                     | Federale Republiek Kameroen      | Engels: Cameroon Frans: Cameroun             |
| Kenia                        | Republiek Kenia                  | Engels en Swahili: Kenya                     |
| Koeweit                      | Staat Koeweit                    | Arabisch: al-Kuwayt / الكويت                 |

### L
| Korte landsnaam (Nederlands) | Officiële landsnaam (Nederlands) | Korte landsnaam (oorspronkelijke taal/talen) |
| ---------------------------- | -------------------------------- | -------------------------------------------- |
| Laos                         | Koninkrijk Laos                  | Laotiaans: Lao / ນລາວ                        |
| Libanon                      | Republiek Libanon                | Arabisch: Lubnān / لبنان                     |
| Liberia                      | Republiek Liberia                | Engels: Liberia                              |
| Libië                        | Koninkrijk Libië                 | Arabisch: Lībiyyā / ليبيا                    |
| Liechtenstein                | Vorstendom Liechtenstein         | Duits: Liechtenstein                         |
| Luxemburg                    | Groothertogdom Luxemburg         | Duits: Luxemburg Frans: Luxembourg           |

### M
| Korte landsnaam (Nederlands)         | Officiële landsnaam (Nederlands)      | Korte landsnaam (oorspronkelijke taal/talen)         |
| ------------------------------------ | ------------------------------------- | ---------------------------------------------------- |
| Malagasië                            | Republiek Malagasië                   | Frans: République malgache Plateaumalagasi: Malagasy |
| Malawi                               | Malawi                                | Engels: Malawi Nyanja: Malaŵi                        |
| Maldivische Eilanden (vanaf 26 juli) | Sultanaat van de Maldivische Eilanden | Divehi: Dhivehi Raajje / ގުޖޭއްރާ ޔާއްރިހޫމްޖު                 |
| Maleisië                             | Maleisië                              | Maleis: Malaysia                                     |
| Mali                                 | Republiek Mali                        | Frans: Mali                                          |
| Malta                                | Staat Malta                           | Engels en Maltees: Malta                             |
| Marokko                              | Koninkrijk Marokko                    | Arabisch: al-Maghrib / المغرب                        |
| Mauritanië                           | Islamitische Republiek Mauritanië     | Arabisch: Mūrītāniyyā / موريتانيا                    |
| Mexico                               | Verenigde Mexicaanse Staten           | Spaans: México                                       |
| Monaco                               | Vorstendom Monaco                     | Frans: Monaco                                        |
| Mongolië                             | Volksrepubliek Mongolië               | Mongools: Mongol Uls / Монгол Улс /                  |

### N
| Korte landsnaam (Nederlands) | Officiële landsnaam (Nederlands)   | Korte landsnaam (oorspronkelijke taal/talen) |
| ---------------------------- | ---------------------------------- | -------------------------------------------- |
| Nederland                    | Koninkrijk der Nederlanden         | Nederlands: Nederland                        |
| Nepal                        | Koninkrijk Nepal                   | Nepalees: Nepal / नेपाल                        |
| Nicaragua                    | Republiek Nicaragua                | Spaans: Nicaragua                            |
| Nieuw-Zeeland                | Dominion Nieuw-Zeeland             | Engels: New Zealand                          |
| Niger                        | Republiek Niger                    | Frans: Niger                                 |
| Nigeria                      | Federale Republiek Nigeria         | Engels: Nigeria                              |
| Noord-Korea                  | Democratische Volksrepubliek Korea | Koreaans: Chosŏn / 조선                      |
| Noord-Vietnam                | Democratische Republiek Vietnam    | Vietnamees: Việt Nam                         |
| Noorwegen                    | Koninkrijk Noorwegen               | Bokmål: Norge Nynorsk: Noreg                 |

### O
| Korte landsnaam (Nederlands) | Officiële landsnaam (Nederlands) | Korte landsnaam (oorspronkelijke taal/talen) |
| ---------------------------- | -------------------------------- | -------------------------------------------- |
| Oeganda                      | Soevereine Staat Oeganda         | Engels: Uganda                               |
| Oostenrijk                   | Republiek Oostenrijk             | Duits: Österreich                            |
| Opper-Volta                  | Republiek Opper-Volta            | Frans: Haute-Volta                           |

### P
| Korte landsnaam (Nederlands) | Officiële landsnaam (Nederlands) | Korte landsnaam (oorspronkelijke taal/talen) |
| ---------------------------- | -------------------------------- | -------------------------------------------- |
| Pakistan                     | Republiek Pakistan               | Engels: Pakistan Urdu: Pākistān / پاکستان    |
| Panama                       | Republiek Panama                 | Spaans: Panamá                               |
| Paraguay                     | Republiek Paraguay               | Spaans: Paraguay                             |
| Peru                         | Peruviaanse Republiek            | Spaans: Perú                                 |
| Polen                        | Volksrepubliek Polen             | Pools: Polska                                |
| Portugal                     | Portugese Republiek              | Portugees: Portugal                          |

### R
| Korte landsnaam (Nederlands)                   | Officiële landsnaam (Nederlands)                                                               | Korte landsnaam (oorspronkelijke taal/talen) |
| ---------------------------------------------- | ---------------------------------------------------------------------------------------------- | -------------------------------------------- |
| (tot 21 augustus) Roemenië (vanaf 21 augustus) | Volksrepubliek Roemenië (tot 21 augustus) Socialistishe Republiek Roemenië (vanaf 21 augustus) | Roemeens: România                            |
| Rwanda                                         | Republiek Rwanda                                                                               | Frans en Kinyarwanda: Rwanda                 |

### S
| Korte landsnaam (Nederlands) | Officiële landsnaam (Nederlands)                 | Korte landsnaam (oorspronkelijke taal/talen)                                               |
| ---------------------------- | ------------------------------------------------ | ------------------------------------------------------------------------------------------ |
| San Marino                   | Republiek San Marino                             | Italiaans: San Marino                                                                      |
| Saoedi-Arabië                | Koninkrijk Saoedi-Arabië                         | Arabisch: al-ʿArabiya as-Saʿūdiyya / العربيّة السعودية                                      |
| Senegal                      | Republiek Senegal                                | Frans: Sénégal                                                                             |
| Sierra Leone                 | Sierra Leone                                     | Engels: Sierra Leone                                                                       |
| Singapore (vanaf 9 augustus) | Republiek Singapore                              | Engels: Singapore Maleis: Singapura Mandarijn: Xinjiapo / 新加坡 Tamil: Čiṅkappūr / சிங்கப்பூர் |
| Soedan                       | Republiek Soedan                                 | Arabisch: as-Sūdān / السودان                                                               |
| Somalië                      | Somalische Republiek                             | Arabisch: Aṣ-Ṣūmāl / الصومال Somalisch: Soomaaliya                                         |
| Sovjet-Unie                  | Unie van Socialistische Sovjetrepublieken (USSR) | Russisch: Sovjetski Sojoez / Советский Союз                                                |
| Spanje                       | Spaanse Staat                                    | Spaans: España                                                                             |
| Syrië                        | Arabische Republiek Syrië                        | Arabisch: Sūrīyā / سوريا                                                                   |

### T
| Korte landsnaam (Nederlands) | Officiële landsnaam (Nederlands)           | Korte landsnaam (oorspronkelijke taal/talen)         |
| ---------------------------- | ------------------------------------------ | ---------------------------------------------------- |
| Tanzania                     | Verenigde Republiek Tanzania               | Engels: Tanzania                                     |
| Thailand                     | Koninkrijk Thailand                        | Thai: Prathet Thai / ประเทศไทย                       |
| Togo                         | Republiek Togo                             | Frans: Togo                                          |
| Trinidad en Tobago           | Trinidad en Tobago                         | Engels: Trinidad and Tobago                          |
| Tsjaad                       | Republiek Tsjaad                           | Arabisch: Tšād / تشاد Frans: Tchad                   |
| Tsjecho-Slowakije            | Tsjecho-Slowaakse Socialistische Republiek | Slowaaks: Česko-Slovensko Tsjechisch: Československo |
| Tunesië                      | Republiek Tunesië                          | Arabisch: Tūnis / تونس                               |
| Turkije                      | Republiek Turkije                          | Turks: Türkiye                                       |

### U
| Korte landsnaam (Nederlands) | Officiële landsnaam (Nederlands)    | Korte landsnaam (oorspronkelijke taal/talen) |
| ---------------------------- | ----------------------------------- | -------------------------------------------- |
| Uruguay                      | Republiek ten oosten van de Uruguay | Spaans: Uruguay                              |

### V
| Korte landsnaam (Nederlands)  | Officiële landsnaam (Nederlands)                          | Korte landsnaam (oorspronkelijke taal/talen)                                 |
| ----------------------------- | --------------------------------------------------------- | ---------------------------------------------------------------------------- |
| Vaticaanstad                  | Staat Vaticaanstad                                        | Italiaans: Città del Vaticano                                                |
| Venezuela                     | Verenigde Staten van Venezuela                            | Spaans: Venezuela                                                            |
| Verenigd Koninkrijk           | Verenigd Koninkrijk van Groot-Brittannië en Noord-Ierland | Engels: United Kingdom                                                       |
| Verenigde Arabische Republiek | Verenigde Arabische Republiek                             | Arabisch: Al-Jumhuriyah al-'Arabia al-Muttahidah / الجمهورية العربية المتحدة |
| Verenigde Staten              | Verenigde Staten van Amerika                              | Engels: United States                                                        |

### W
| Korte landsnaam (Nederlands) | Officiële landsnaam (Nederlands) | Korte landsnaam (oorspronkelijke taal/talen)   |
| ---------------------------- | -------------------------------- | ---------------------------------------------- |
| West-Samoa                   | Onafhankelijke Staat West-Samoa  | Engels: Western Samoa Samoaans: Sāmoa i Sisifo |

### Z
| Korte landsnaam (Nederlands) | Officiële landsnaam (Nederlands) | Korte landsnaam (oorspronkelijke taal/talen)                        |
| ---------------------------- | -------------------------------- | ------------------------------------------------------------------- |
| Zambia                       | Republiek Zambia                 | Engels: Zambia                                                      |
| Zuid-Afrika                  | Republiek Zuid-Afrika            | Afrikaans: Suid-Afrika Engels: South Africa Nederlands: Zuid-Afrika |
| Zuid-Korea                   | Republiek Korea                  | Koreaans: Han Kuk / 한국                                            |
| Zuid-Vietnam                 | Republiek Vietnam                | Vietnamees: Việt Nam                                                |
| Zweden                       | Koninkrijk Zweden                | Zweeds: Sverige                                                     |
| Zwitserland                  | Zwitserse Bondsstaat             | Duits: Schweiz Frans: Suisse Italiaans: Svizzera                    |

## Niet algemeen erkende landen
In onderstaande lijst zijn landen opgenomen die een ruime internationale erkenning misten, maar wel de facto onafhankelijk waren en de onafhankelijkheid hadden uitgeroepen.
| Korte landsnaam (Nederlands) | Officiële landsnaam (Nederlands) | Korte landsnaam (oorspronkelijke taal/talen) |
| ---------------------------- | -------------------------------- | -------------------------------------------- |
| China                        | Volksrepubliek China             | Standaardmandarijn: Zhongguo / 中国          |
| Rhodesië (vanaf 11 november) | Rhodesië                         | Engels: Rhodesia                             |

## Niet-onafhankelijke gebieden
Hieronder staat een lijst van afhankelijke gebieden inclusief Åland en Spitsbergen. Antarctische claims zijn niet in de lijst opgenomen.

### Amerikaans-Britse condominia
| Korte landsnaam (Nederlands) | Status      | Korte landsnaam (oorspronkelijke taal/talen) |
| ---------------------------- | ----------- | -------------------------------------------- |
| Canton en Enderbury          | Condominium | Engels: Canton and Enderbury Islands         |

### Amerikaanse niet-onafhankelijke gebieden
De Amerikaanse Maagdeneilanden, Guam en Puerto Rico waren organized unincorporated territories, wat wil zeggen dat het afhankelijke gebieden waren van de Verenigde Staten met een bepaalde vorm van zelfbestuur. Daarnaast waren er nog een aantal unorganized unincorporated territories: Amerikaans-Samoa, Baker, Howland, Jarvis, Johnston, Kingman, Midway, Navassa, de Panamakanaalzone, de Petreleilanden, Quita Sueño, Roncador, Serrana, Serranilla, de Swaneilanden en Wake. Deze gebieden waren ook afhankelijke gebieden van de VS, maar kenden geen vorm van zelfbestuur. Palmyra was een unorganized incorporated territory en was dus wel een integraal onderdeel van de Verenigde Staten, maar werd vaak wel als afhankelijk gebied beschouwd. Het Trustgebied van de Pacifische Eilanden was een trustgebied van de Verenigde Naties onder Amerikaans bestuur.
Diverse eilandgebieden werden door de Verenigde Staten geclaimd als unorganized unincorporated territories, maar werden door andere landen bestuurd. De eilandgebieden Birnie, Caroline, Fanning, Flint, Funafuti, Gardner, Kersteiland, Malden, McKean, Nukufetau, Nukulaelae, Niulakita, Phoenix, Starbuck, Sydney, Vostok en Washington vielen onder het bestuur van het Verenigd Koninkrijk (als onderdeel van de Gilbert- en Ellice-eilanden). De eilandgebieden Manihiki, Penrhyn, Pukapuka en Rakahanga vielen onder het bestuur van de Nieuw-Zeeland (als onderdeel van de Cookeilanden); en de eilandgebieden Atafu, Bowditch en Nukunonu vielen onder het bestuur van Nieuw-Zeeland (als onderdeel van Tokelau-eilanden).
| Korte landsnaam (Nederlands)                                                | Status                                             | Korte landsnaam (oorspronkelijke taal/talen)           |
| --------------------------------------------------------------------------- | -------------------------------------------------- | ------------------------------------------------------ |
| Amerikaanse Maagdeneilanden                                                 | Organized unincorporated territory                 | Engels: United States Virgin Islands                   |
| Amerikaans-Samoa                                                            | Unorganized unincorporated territory               | Engels: American Samoa Samoaans: Amerika Sāmoa         |
| Baker                                                                       | Unorganized unincorporated territory               | Engels: Baker Island                                   |
| Guam                                                                        | Organized unincorporated territory                 | Engels: Guam Chamorro: Guåhan                          |
| Howland                                                                     | Unorganized unincorporated territory               | Engels: Howland Island                                 |
| Jarvis                                                                      | Unorganized unincorporated territory               | Engels: Jarvis Island                                  |
| Johnston                                                                    | Unorganized unincorporated territory               | Engels: Johnston Atoll                                 |
| Kingman                                                                     | Unorganized unincorporated territory               | Engels: Kingman Reef                                   |
| Midway                                                                      | Unorganized unincorporated territory               | Engels: Midway Islands                                 |
| Navassa                                                                     | Unorganized unincorporated territory               | Engels: Navassa Island                                 |
| Palmyra                                                                     | Unorganized incorporated territory                 | Engels: Palmyra Atoll                                  |
| Panamakanaalzone                                                            | Unorganized unincorporated territory               | Engels: Panama Canal Zone                              |
| Petreleilanden                                                              | Unorganized unincorporated territory               | Engels: Petrel Islands                                 |
| Puerto Rico                                                                 | Organized unincorporated territory (Gemenebest)    | Engels en Spaans: Puerto Rico                          |
| Quita Sueño                                                                 | Unorganized unincorporated territory               | Engels: Quitasueño Bank                                |
| Riukiu-eilanden                                                             | Militaire bezetting met burgerlijk bestuur (USCAR) | Engels: Riukiu Islands Japans: Ryūkyū-shotō / 琉球諸島 |
| Roncador                                                                    | Unorganized unincorporated territory               | Engels: Roncador Bank                                  |
| Serrana                                                                     | Unorganized unincorporated territory               | Engels: Serrana Bank                                   |
| Serranilla                                                                  | Unorganized unincorporated territory               | Engels: Serranilla Bank                                |
| Swaneilanden                                                                | Unorganized unincorporated territory               | Engels: Swan Islands                                   |
| (tot 19 augustus) Trustschap van de Pacifische Eilanden (vanaf 19 augustus) | Trustschap                                         | Engels: Trust Territory of the Pacific Islands         |
| Wake                                                                        | Unorganized unincorporated territory               | Engels: Wake Island                                    |

### Australisch-Brits-Nieuw-Zeelands territorium
| Korte landsnaam (Nederlands) | Status     | Korte landsnaam (oorspronkelijke taal/talen) |
| ---------------------------- | ---------- | -------------------------------------------- |
| Nauru                        | Trustschap | Engels: Nauru                                |

### Australische niet-onafhankelijke gebieden
De externe territoria van Australië werden door de Australische overheid gezien als een integraal onderdeel van Australië, maar werden vaak toch beschouwd als afhankelijke gebieden van Australië. Het Australisch Antarctisch Territorium werd als claim internationaal niet erkend en is derhalve niet in deze lijst opgenomen.
| Korte landsnaam (Nederlands) | Status                            | Korte landsnaam (oorspronkelijke taal/talen) |
| ---------------------------- | --------------------------------- | -------------------------------------------- |
| Christmaseiland              | Extern territorium                | Engels: Christmas Island                     |
| Cocoseilanden                | Extern territorium                | Engels: Cocos (Keeling) Islands              |
| Heard en McDonaldeilanden    | Extern territorium                | Engels: Heard Island and McDonald Islands    |
| Norfolk                      | Extern territorium                | Engels: Norfolk Island                       |
| Papoea en Nieuw-Guinea       | Trustgebied en extern territorium | Engels: Papua and New Guinea                 |

### Brits-Franse condominia
| Korte landsnaam (Nederlands) | Status      | Korte landsnaam (oorspronkelijke taal/talen)  |
| ---------------------------- | ----------- | --------------------------------------------- |
| Nieuwe Hebriden              | Condominium | Engels: New Hebrides Frans: Nouvelle-Hébrides |

### Britse niet-onafhankelijke gebieden
In onderstaande lijst zijn onder meer de Britse (kroon)kolonies en protectoraten weergegeven. De claim van het Brits Antarctisch Territorium werd internationaal niet erkend en daarom is deze kolonie niet in de lijst opgenomen. Jersey, Guernsey en Man hadden als Britse Kroonbezittingen niet de status van kolonie, maar hadden een andere relatie tot het Verenigd Koninkrijk. Brunei, de Maldivische Eilanden en Tonga stonden als protected states onder Britse protectie, maar waren, in tegenstelling tot daadwerkelijke protectoraten, grotendeels autonoom aangaande interne aangelegenheden. De Britse Salomonseilanden, Canton en Enderbury (een Amerikaans-Brits condominium), de Gilbert- en Ellice-eilanden en de Nieuwe Hebriden (een Brits-Frans condominium) werden door één enkele vertegenwoordiger van de Britse Kroon bestuurd onder de naam Britse West-Pacifische Territoria, maar zijn wel apart in de lijst opgenomen. Bahrein, Muscat en Oman, Qatar en de Verdragsstaten waren protected states en vielen als zodanig onder de Persian Gulf Residency. Ook deze landen zijn apart in de lijst opgenomen.
| Korte landsnaam (Nederlands)                        | Status                                                 | Korte landsnaam (oorspronkelijke taal/talen)                                                  |
| --------------------------------------------------- | ------------------------------------------------------ | --------------------------------------------------------------------------------------------- |
| Akrotiri en Dhekelia                                | Kolonie                                                | Engels: Akrotiri and Dhekelia Grieks: Akrotiri kai Dhekelia / Ακρωτήρι και Δεκέλεια           |
| Antigua                                             | Kroonkolonie                                           | Engels: Antigua                                                                               |
| Bahama-eilanden                                     | Gemenebest                                             | Engels: Bahama Islands                                                                        |
| Bahrein                                             | Protected state                                        | Arabisch: al-Bahrayn / البحرين Engels: Bahrain                                                |
| Barbados                                            | Kroonkolonie                                           | Engels: Barbados                                                                              |
| Basutoland                                          | Kroonkolonie                                           | Engels: Basutoland                                                                            |
| Beetsjoeanaland                                     | Protectoraat                                           | Engels: Bechuanaland                                                                          |
| Bermuda                                             | Kroonkolonie                                           | Engels: Bermuda                                                                               |
| Brits Indische Oceaanterritorium (vanaf 8 november) | Kolonie                                                | Engels: British Indian Ocean Territory                                                        |
| Britse Maagdeneilanden                              | Kroonkolonie                                           | Engels: British Virgin Islands                                                                |
| Britse Salomonseilanden                             | Protectoraat                                           | Engels: British Solomon Islands                                                               |
| Brits-Guiana                                        | Kroonkolonie                                           | Engels: British Guiana                                                                        |
| Brits-Honduras                                      | Kolonie met zelfbestuur                                | Engels: British Honduras                                                                      |
| Brunei                                              | Protected state: Staat Brunei Darussalam               | Engels en Maleis: Brunei                                                                      |
| (tot 9 november) Dominica (vanaf 9 november)        | Kroonkolonie                                           | Engels: Dominica                                                                              |
| Falklandeilanden                                    | Kroonkolonie                                           | Engels: Falkland Islands                                                                      |
| Fiji                                                | Kroonkolonie                                           | Engels: Fiji                                                                                  |
| Gambia (tot 18 februari)                            | Protectoraat en Kroonkolonie met zelfbestuur           | Engels: The Gambia                                                                            |
| Gibraltar                                           | Kroonkolonie                                           | Engels: Gibraltar                                                                             |
| Gilbert- en Ellice-eilanden                         | Kroonkolonie                                           | Engels: Gilbert and Ellice Islands                                                            |
| Grenada                                             | Kroonkolonie                                           | Engels: Grenada                                                                               |
| Guernsey                                            | Brits Kroonbezit                                       | Engels: Guernsey Frans: Guernesey                                                             |
| Hongkong                                            | Kroonkolonie                                           | Engels: Hong Kong Kantonees: Hong Kong / 香港                                                 |
| Jersey                                              | Brits Kroonbezit                                       | Engels en Frans: Jersey                                                                       |
| Kaaimaneilanden                                     | Kroonkolonie                                           | Engels: Cayman Islands                                                                        |
| Line-eilanden                                       | Overzees bezit                                         | Engels: Line Islands                                                                          |
| Maldivische Eilanden (tot 26 juli)                  | Protected state: Sultanaat van de Maldivische Eilanden | Engels: Maldive Islands                                                                       |
| Man                                                 | Brits Kroonbezit                                       | Engels: Isle of Man Manx-Gaelisch: Ellan Vannin                                               |
| Mauritius                                           | Kroonkolonie                                           | Engels: Mauritius                                                                             |
| Montserrat                                          | Kroonkolonie                                           | Engels: Montserrat                                                                            |
| Muscat en Oman                                      | Protected state: Sultanaat Muscat en Oman              | Arabisch: Masqaṭ wa-‘Umān / مسقط وعمان Engels: Muscat and Oman                                |
| Qatar                                               | Protected state                                        | Arabisch: Qatar / قطر Engels: Qatar                                                           |
| Saint Christopher, Nevis en Anguilla                | Kroonkolonie                                           | Engels: Saint Christopher, Nevis and Anguilla                                                 |
| Saint Lucia                                         | Kroonkolonie                                           | Engels: Saint Lucia                                                                           |
| Saint Vincent                                       | Kroonkolonie                                           | Engels: Saint Vincent                                                                         |
| Seychellen                                          | Kroonkolonie                                           | Engels: Seychelles                                                                            |
| Sint-Helena                                         | Kroonkolonie                                           | Engels: Saint Helena                                                                          |
| Swaziland                                           | Protectoraat                                           | Engels: Swaziland Swazi: eSwatini                                                             |
| Tonga                                               | Protected state: Koninkrijk Tonga                      | Engels en Tongaans: Tonga                                                                     |
| Turks- en Caicoseilanden                            | Kroonkolonie                                           | Engels: Turks and Caicos Islands                                                              |
| Verdragsstaten                                      | Protected states                                       | Arabisch: ولايات الساحل المتصالح Engels: Trucial States                                       |
| Zuid-Arabië                                         | Protectoraat                                           | Arabisch: محمية عدن Engels: Protectorate of South Arabia                                      |
| Zuid-Arabische Federatie                            | Kroonkolonie                                           | Arabisch: Ittihad al-Janūb al-‘arabī / اتحاد الجنوب العربي Engels: Federation of South Arabia |
| Zuid-Rhodesië                                       | Kolonie met zelfbestuur                                | Engels: Southern Rhodesia                                                                     |

### Deense niet-onafhankelijke gebieden
Faeröer was een autonome provincie van Denemarken en maakte eigenlijk integraal deel uit van dat land, maar werd vaak beschouwd als afhankelijk gebied. Groenland was een gewone provincie van Denemarken en had geen autonome status, maar werd ook vaak gezien als afhankelijk gebied.
| Korte landsnaam (Nederlands) | Status             | Korte landsnaam (oorspronkelijke taal/talen) |
| ---------------------------- | ------------------ | -------------------------------------------- |
| Faeröer                      | Autonome provincie | Deens: Færøerne Faeröers: Føroyar            |
| Groenland                    | Provincie          | Deens: Grønland                              |

### Finse niet-onafhankelijke gebieden
Åland maakte eigenlijk integraal onderdeel uit van Finland, maar heeft sinds de Vrede van Parijs (1856) een internationaal erkende speciale status met grote autonomie.
| Korte landsnaam (Nederlands) | Status          | Korte landsnaam (oorspronkelijke taal/talen) |
| ---------------------------- | --------------- | -------------------------------------------- |
| Åland                        | Autonoom gebied | Zweeds: Åland                                |

### Franse niet-onafhankelijke gebieden
Alle Franse overzeese gebieden maakten integraal onderdeel uit van Frankrijk en het land kende dus officieel geen afhankelijke gebieden. De Franse overzeese gebieden werden echter wel vaak als zodanig beschouwd, al werden soms alleen de overzeese gebieden die geen overzees departement waren, beschouwd als afhankelijke gebieden. Voor de volledigheid zijn hier alle Franse overzeese gebieden opgenomen. Merk op dat van de Franse Zuidelijke en Antarctische Gebieden de claim op Antarctica internationaal niet erkend wordt.
| Korte landsnaam (Nederlands)              | Status                                  | Korte landsnaam (oorspronkelijke taal/talen)       |
| ----------------------------------------- | --------------------------------------- | -------------------------------------------------- |
| Comoren                                   | Autonoom overzees territorium           | Frans: Comores                                     |
| Franse Zuidelijke Gebieden                | Overzees territorium                    | Frans: Terres australes et antarctiques françaises |
| Frans-Guyana                              | Overzeese regio en overzees departement | Frans: Guyane                                      |
| Frans-Polynesië                           | Overzees territorium                    | Frans: Polynésie française                         |
| Frans-Somaliland                          | Overzees territorium                    | Frans: Côte française des Somalis                  |
| Guadeloupe                                | Overzeese regio en overzees departement | Frans: Guadeloupe                                  |
| Martinique                                | Overzeese regio en overzees departement | Frans: Martinique                                  |
| Nieuw-Caledonië                           | Overzees territorium                    | Frans: Nouvelle-Calédonie                          |
| Réunion                                   | Overzeese regio en overzees departement | Frans: Réunion                                     |
| Saint-Pierre en Miquelon                  | Overzees territorium                    | Frans: Saint-Pierre et Miquelon                    |
| Verspreide Eilanden in de Indische Oceaan | Overzees bezit                          | Frans: Îles éparses de l'océan indien              |
| Wallis en Futuna                          | Overzees territorium                    | Frans: Wallis-et-Futuna                            |

### Indiase niet-onafhankelijke gebieden
| Korte landsnaam (Nederlands) | Status                          | Korte landsnaam (oorspronkelijke taal/talen)                              |
| ---------------------------- | ------------------------------- | ------------------------------------------------------------------------- |
| Sikkim                       | Protectoraat: Koninkrijk Sikkim | Engels: Sikkim Nepalees: Sikkim / सिक्किम Sikkimees: ′Bras Ljongs / འབྲས་ལྗོངས་ |

### Nederlandse niet-onafhankelijke gebieden
Het Koninkrijk der Nederlanden bestond uit drie gelijkwaardige landen: Nederland, Suriname en de Nederlandse Antillen. Deze laatste twee waren dus officieel geen afhankelijke gebieden van Nederland, maar werden vaak toch als zodanig gezien.
| Korte landsnaam (Nederlands) | Status | Korte landsnaam (oorspronkelijke taal/talen)                                             |
| ---------------------------- | ------ | ---------------------------------------------------------------------------------------- |
| Nederlandse Antillen         | Land   | Engels: Netherlands Antilles Nederlands: Nederlandse Antillen Papiaments: Antia Hulandes |
| Suriname                     | Land   | Nederlands: Suriname                                                                     |

### Nieuw-Zeelandse niet-onafhankelijke gebieden
De Cookeilanden was een zelfbesturend gebied in vrije associatie met Nieuw-Zeeland en werd soms als onafhankelijk land beschouwd.
| Korte landsnaam (Nederlands) | Status                                                                  | Korte landsnaam (oorspronkelijke taal/talen)       |
| ---------------------------- | ----------------------------------------------------------------------- | -------------------------------------------------- |
| Cookeilanden                 | Afhankelijk gebied (tot 4 augustus) Vrije associatie (vanaf 4 augustus) | Engels: Cook Islands Cookeilandmaori: Kūki 'Āirani |
| Niue                         | Afhankelijk gebied                                                      | Engels: Niue                                       |
| Tokelau-eilanden             | Afhankelijk gebied                                                      | Engels: Tokelau Islands                            |

### Noorse niet-onafhankelijke gebieden
Spitsbergen maakte eigenlijk integraal onderdeel uit van Noorwegen, maar had volgens het Spitsbergenverdrag een internationaal erkende speciale status met grote autonomie. Jan Mayen viel niet onder het Spitsbergenverdrag, maar werd wel bestuurd door de gouverneur van Spitsbergen. Bouveteiland, Peter I-eiland en Koningin Maudland waren afhankelijke gebieden van Noorwegen, maar de (Antarctische) claims op de laatste twee werden internationaal niet erkend.
| Korte landsnaam (Nederlands) | Status                                                 | Korte landsnaam (oorspronkelijke taal/talen) |
| ---------------------------- | ------------------------------------------------------ | -------------------------------------------- |
| Bouvet                       | Afhankelijk gebied                                     | Noors: Bouvetøya                             |
| Jan Mayen                    | Gebied onder bestuur van de gouverneur van Spitsbergen | Noors: Jan Mayen                             |
| Spitsbergen                  | Gebied met speciale status                             | Noors: Svalbard                              |

### Portugese niet-onafhankelijke gebieden
De Portugese overzeese provincies waren officieel een integraal onderdeel van Portugal, maar werden internationaal als Portugese kolonies beschouwd.
| Korte landsnaam (Nederlands) | Status              | Korte landsnaam (oorspronkelijke taal/talen) |
| ---------------------------- | ------------------- | -------------------------------------------- |
| Angola                       | Overzeese provincie | Portugees: Angola                            |
| Kaapverdië                   | Overzeese provincie | Portugees: Cabo Verde                        |
| Macau                        | Overzeese provincie | Portugees: Macau                             |
| Mozambique                   | Overzeese provincie | Portugees: Moçambique                        |
| Portugees-Guinea             | Overzeese provincie | Portugees: Guiné Portuguesa                  |
| Portugees-Timor              | Overzeese provincie | Portugees: Timor Português                   |
| Sao Tomé en Principe         | Overzeese provincie | Portugees: São Tomé e Príncipe               |

### Spaanse niet-onafhankelijke gebieden
De Spaanse overzeese provincies waren een integraal onderdeel van Spanje, maar werden internationaal gezien als Spaanse kolonies.
| Korte landsnaam (Nederlands) | Status                 | Korte landsnaam (oorspronkelijke taal/talen) |
| ---------------------------- | ---------------------- | -------------------------------------------- |
| Equatoriaal-Guinea           | Gebied met zelfbestuur | Spaans: Guinea Ecuatorial                    |
| Ifni                         | Overzeese provincie    | Spaans: Ifni                                 |
| Spaanse Sahara               | Overzeese provincie    | Spaans: Sahara Español                       |

### Zuid-Afrikaanse niet-onafhankelijke gebieden
| Korte landsnaam (Nederlands) | Status        | Korte landsnaam (oorspronkelijke taal/talen)                                    |
| ---------------------------- | ------------- | ------------------------------------------------------------------------------- |
| Zuidwest-Afrika              | Mandaatgebied | Afrikaans: Suidwes-Afrika Engels: South West Africa Nederlands: Zuidwest-Afrika |